# Synagoge (Zwingenberg)

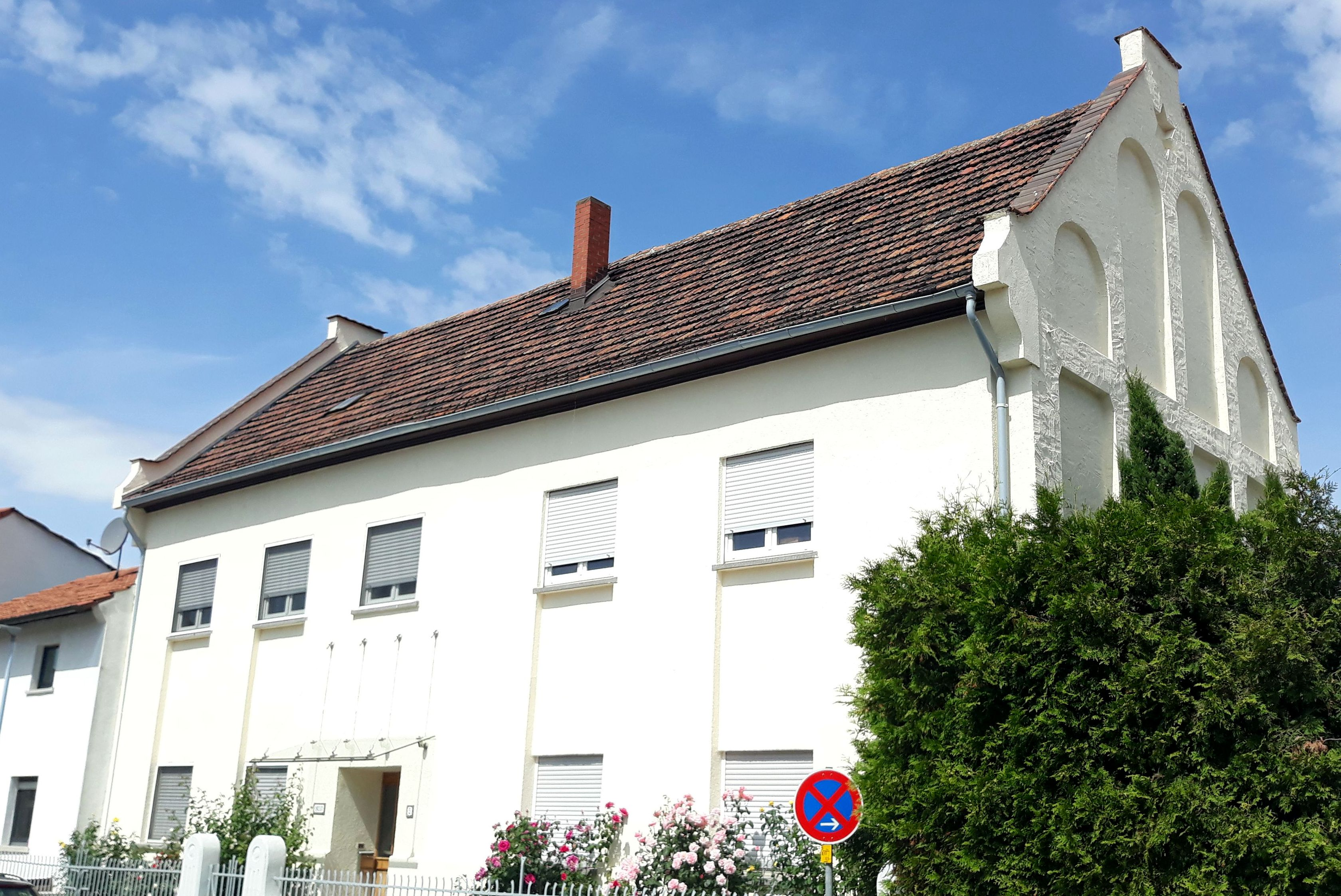
Ehemalige Synagoge in Zwingenberg

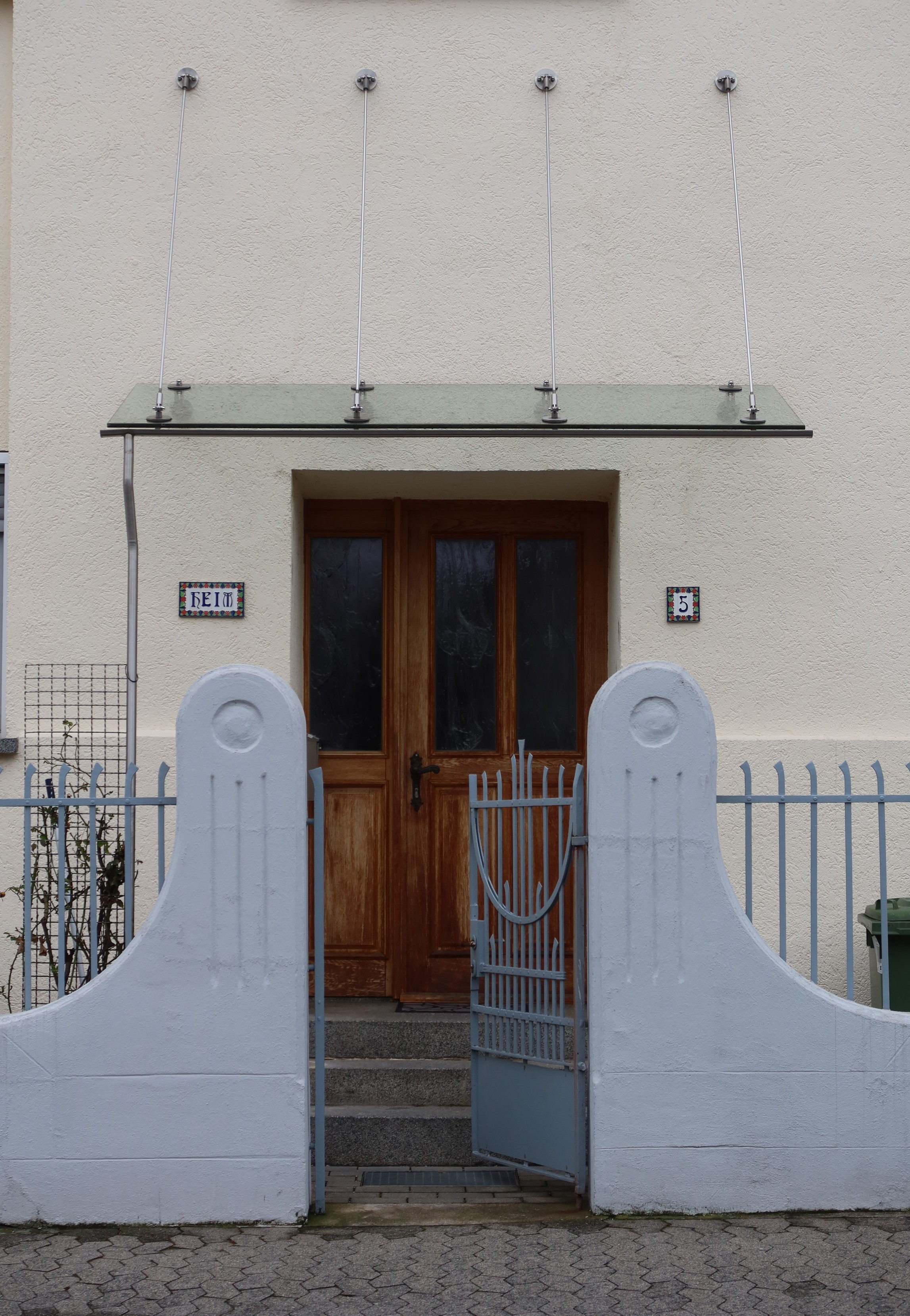
Eingang der ehemaligen Synagoge Zwingenberg

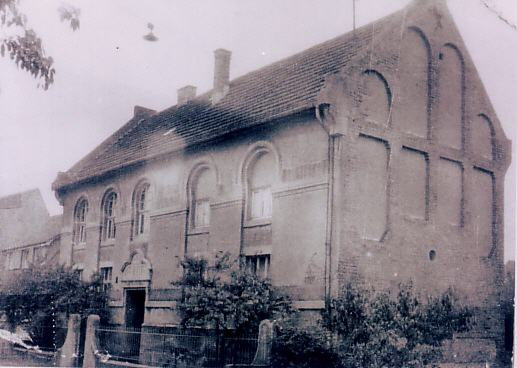
Die Synagoge in den 1930er Jahren

Die Synagoge in Zwingenberg ist eine profanierte Synagoge im Landkreis Bergstraße in Südhessen, die 1903 fertiggestellt wurde. Das Gebäude an der Wiesenstraße 5 ist ein geschütztes Kulturdenkmal.

## Geschichte
1861 wurde von der jüdischen Gemeinde in Zwingenberg eine Synagoge am alten Rathausplatz eingerichtet. Diese sehr kleine Synagoge wurde durch einen Brand am Versöhnungstag (Jom Kippur) im Herbst 1902 schwer beschädigt. Deshalb wurde ein neues Synagogengebäude errichtet, das 1903 eingeweiht wurde.
„Von einer Zerstörung beim Novemberpogrom 1938 blieb die Zwingenberger Synagoge jedoch verschont: Im Gebäude war der Sohn der sog. Schabbesgoi (eine nichtjüdische Frau, die im jüdischen Haushalt am Sabbat die den Juden nicht erlaubten Arbeiten verrichtet), der sich am Tag zuvor das Leben genommen hatte, aufgebahrt. Auch die Bewohner der Nachbarhäuser fürchteten im Falle einer Brandschatzung um ihre eigenen Häuser und bedrängten die angerückten SA-Leute, kein Feuer zu legen. Dennoch wurden die Fensterscheiben der Synagoge eingeworfen, die über dem Haupteingang eingemeißelten Gebotstafeln und das in goldenen hebräischen Schriftzeichen eingravierte Bibelzitat ‚Wisse, vor wem du stehst!‘ abgeschlagen. Auch die Davidsterne aus der Umfriedung wurden weitgehend zerstört. Die Kultgegenstände der Synagoge waren schon vor diesen Ereignissen nach Frankfurt/Main ausgelagert worden. Das Haus sollte später gesprengt werden, wurde dann aber vom letzten Juden in Zwingenberg, Moritz Schack, für 6000 RM verkauft.“
Nach 1964 wurden an der Fassade des Synagogengebäudes erhebliche Veränderungen vorgenommen und Wohnungen im Gebäude eingerichtet.

## Arbeitskreis Zwingenberger Synagoge
Seit Juni 1999 besteht der Verein Arbeitskreis Zwingenberger Synagoge, der sich zum Ziel gesetzt hat, dieses Gebäude einer angemessenen neuen Nutzung zuzuführen.